# Samuel Schürmann

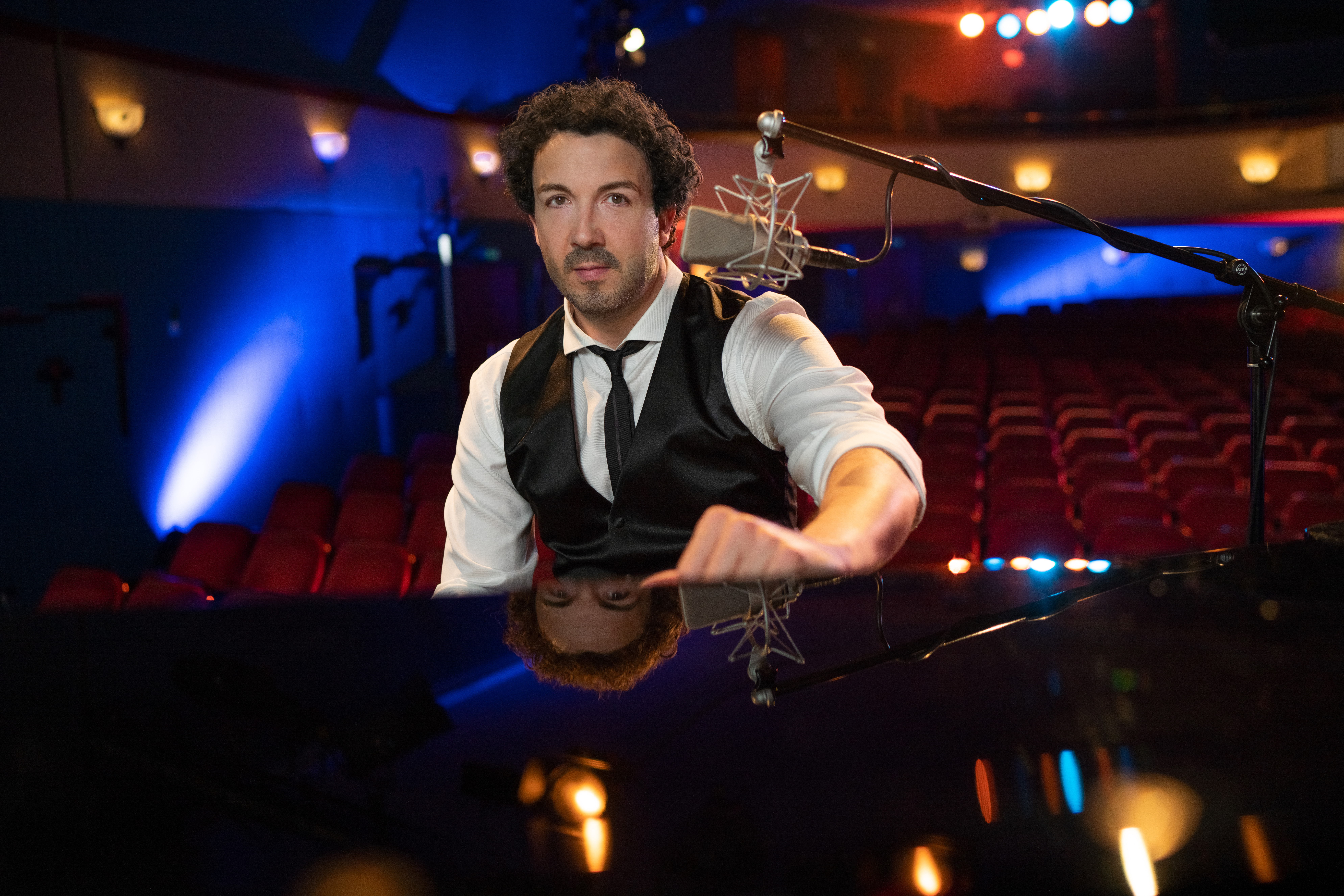
Samuel Schürmann Berlin

Samuel Schürmann (* 26. Oktober 1979 in Detmold) ist ein deutscher Sänger, Schauspieler und Songwriter.

## Jugendjahre
Schürmann stammt aus einer Künstlerfamilie. Sein Vater war der Bildhauer und Opernsänger Werner Schürmann und seine Mutter die Sopranistin Ellen Monti Schürmann.
Seit dem 3. Lebensjahr lernt er Klavierspielen am Konservatorium Osnabrück und besucht die Ballettschule. Mit zwölf kommt noch Privatunterricht in Harmonielehre, Musiktheorie und Komposition dazu.
Als 18-Jähriger stand Samuel Schürmann zum ersten Mal mit einem eigenen Chansonprogramm auf der Bühne, u. a. an den Städtischen Bühnen Osnabrück. Für die Kreismusikschule Osnabrück inszenierte und choreographierte er das Musical Sweet Charity. Damals war er mit 19 Jahren der jüngste Dozent. Während seines Studiums sang er unter Claudio Abbado in der Jazzmesse All Rise von und mit Wynton Marsalis in der Berliner Philharmonie und unter der Leitung von Wayne Marshall in Bernsteins Mass in der Bremer Glocke.

## Berufsmusiker
Sein Handwerk lernte Samuel an der Universität der Künste Berlin, wo er sein Studium im Bereich Musical/Show mit zweifacher Auszeichnung abschloss. Er ist Preisträger im Bundeswettbewerb Gesang Berlin und begeistert das Publikum in Deutschland und Österreich in zahlreichen Musical-Hauptrollen, und immer wieder auch mit eigenen Programmen und Stücken. Zwei seiner Ein-Personen-Stücke, sowie mehrere Konzertprogramme, wurden in Berlin uraufgeführt.
Zu seinen schönsten Rollen im Musical zählen Albin/Zaza in Jerry Hermans La Cage Aux Folles, der Conférencier in Cabaret, Mike Connor in Cole Porters High Society, Woof im Kultmusical Hair, Action und Bernardo in Leonard Bernsteins West Side Story, König Herodes in Andrew Lloyd Webbers Jesus Christ Superstar, Harry Driscoll in der deutschen Erstaufführung des Musicals Heimatlos, sowie die Titelpartie in der Welt-Uraufführung des Musicals Der Elefantenmensch.
Im Jahr 2013 wurde Schürmann für seine Darstellung als Travestie-Star Zaza alias Albin im Musical La Cage aux Folles mit dem Kurt-Sieder-Preis geehrt.
Neben zahlreichen Hauptrollen in Musicals und Auftritten im In- und Ausland widmete er sich immer wieder eigenen Musikprojekten, produzierte mit 26 Jahren sein erstes Solo-Album „Sunday“, das ihm sogar das Lob von Komponist und Broadway-Legende Stephen Sondheim einbrachte und gab zahlreiche ausverkaufte, von Presse und Publikum gefeierte Konzerte mit neuentdeckten Songs von seinem Jazz-Album „The Singer“. Das Album entstand in Zusammenarbeit mit dem Saxophonisten Heribert Leuchter und seinem Jazz Quartett und wurde in den Hansahaus Studios Bonn von Grammy-Gewinner Klaus Genuit aufgenommen.
2019 veröffentlichte er mit ZEIT sein erstes Album mit eigenen Songs in deutscher Sprache. Das Album wurde von der Berliner Musikern Ferdinand von Seebach und Stephan Genze arrangiert und im Greve Studio Berlin produziert.
Schürmann lebt und arbeitet in Berlin.

## Bühnenrollen (Auswahl)
- 2004: Titelpartie in: Der Elefantenmensch, Renaissancetheater Wien und Neuköllner Oper Berlin
- 2004: König Herodes in: Jesus Christ Superstar, Pfalztheater Kaiserslautern
- 2005: König Herodes in: Jesus Christ Superstar, Domstufenfestspiele Erfurt
- 2005: Harry Driscoll in: Heimatlos, Pfalztheater Kaiserslautern
- 2008: Action in: West Side Story, Theater Hagen
- 2008: Woof in: Hair, Pfalztheater Kaiserslautern
- 2009: Conférencier in: Cabaret, Theater Magdeburg
- 2009: Marc Connor in: High Society, Pfalztheater Kaiserslautern
- 2010: Conférencier in: Cabaret, Oper Leipzig
- 2012: Bernardo in: West Side Story, Volkstheater Rostock
- 2012: Albin/Zaza in: La Cage aux Folles, Grenzlandtheater Aachen
- 2013: Bäcker in: Into the Woods, Grenzlandtheater Aachen
- 2015: Cole Porter in: Wake up and dream - Ein Cole Porter Songbook, National Theater Mannheim
- 2015: Frank Sinatra in: My Way - The true story of Frank Sinatra and Ava Gardner, Theater Pforzheim
- 2016: Samson Schönhaus in: Stella - Das blonde Gespenst vom Kurfürstendamm, Neuköllner Oper Berlin
- 2019: Frederick Frankenstein in: Young Frankenstein, Theater Pforzheim

## Auszeichnungen
- 2001: 2. Preis im Bundeswettbewerb Gesang Berlin
- 2013: Kurt Sieder-Preis Aachen

## Diskografie
- 2007: Solo-CD Sunday – Samuel Schürmann singt Sondheim
- 2014: Album The Singer
- 2019: Album Zeit